# Islip Speedway

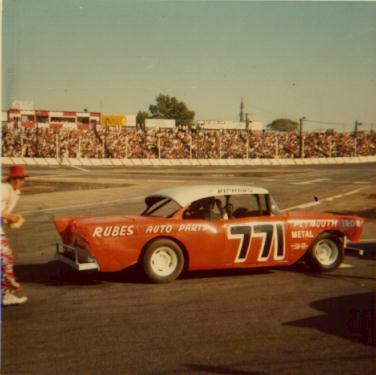
Richard Simmons op het circuit in 1974.

De Islip Speedway was een racecircuit gelegen in Islip, Suffolk County, New York. Het was een ovaal circuit van 0,2 mijl of 320 meter in lengte. Het circuit werd tussen 1964 en 1971 gebruikt voor wedstrijden uit de NASCAR Grand National Series. In 1984 werd het circuit buiten gebruik genomen.

## Winnaars op het circuit
Winnaars op het circuit uit de Grand National Series.
| Jaar | Race      | Winnaar       | Auto      |
| ---- | --------- | ------------- | --------- |
| 1964 | -         | Billy Wade    | Mercury   |
| 1965 | -         | Marvin Panch  | Ford      |
| 1966 | -         | Bobby Allison | Chevrolet |
| 1967 | Islip 300 | Richard Petty | Plymouth  |
| 1968 | Islip 300 | Bobby Allison | Chevrolet |
| 1971 | Islip 250 | Richard Petty | Plymouth  |